# Tarasa hornschuchiana
Tarasa hornschuchiana là một loài thực vật có hoa trong họ Cẩm quỳ. Loài này được (Walp.) Krapov. miêu tả khoa học đầu tiên năm 1954.